# Atmautluak
Atmautluak est une census-designated place d'Alaska aux États-Unis dans la Région de recensement de Bethel dont la population était de 294 habitants en 2000. Elle est située sur la rive ouest de la rivière Pitmiktakik et est habitée de longue date par les Yupiks. Le village a été établi en 1960 sur les hautes terres afin d'éviter les inondations de la rivière. Atmautluak est administré par un conseil tribal.

## Démographie
| 1980 | 1990 | 2000 | 2010 |
| ---- | ---- | ---- | ---- |
| 219  | 258  | 294  | 277  |